# Alpha Trains

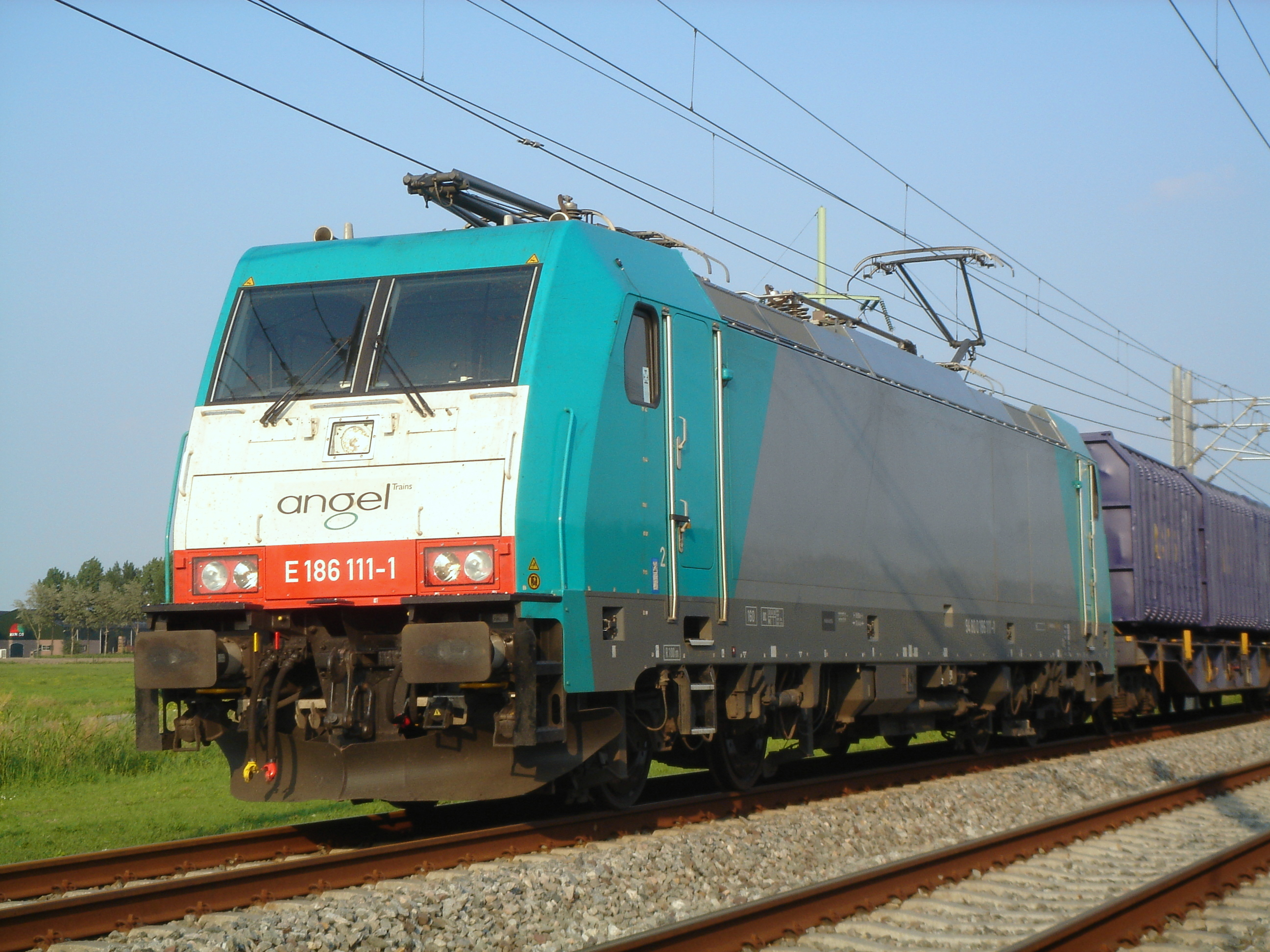
TRAXX-locomotief in de kleuren van Angel Trains.

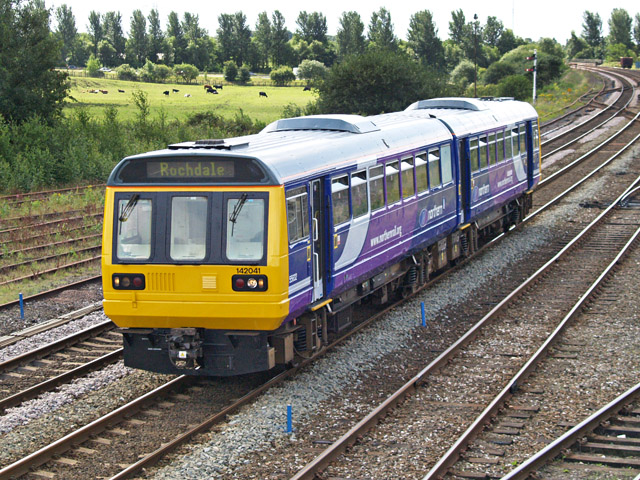
Een treinstel (class 142, "Pacer") van Angel Trains, verhuurd aan het Britse Northern Rail

Alpha Trains (tot 1 januari 2010 bekend als Angel Trains International) is een van de drie grootste bedrijven voor de verhuur van spoorwegmaterieel in Engeland, die na de privatisering van British Rail een deel van het materiaal van British Rail overnamen. De andere twee grote verhuurbedrijven zijn Porterbrook en HSBC Rail. Angel Trains heeft circa 5000 railvoertuigen in bedrijf.
De maatschappelijke zetel bevindt zich in Londen, met lokale vestigingen in Antwerpen, Derby, Keulen, Madrid en Rome.
Angel Trains was lange tijd in handen van de Britse bank Royal Bank of Scotland, die Angel Trains in 1997 verwierf van Nomura Holdings. In juni 2008 werd Angel Trains verkocht aan de Australische investeringsmaatschappij Babcock & Brown Infrastructure, voor ongeveer 4,7 miljard euro.
In Nederland verhuurt Angel Trains TRAXX-locomotieven van het type F 140 MS2 aan de High Speed Alliance voor de exploitatie van de HSL-Zuid. In België verhuurt Angel Trains hetzelfde type F 140 MS2 TRAXX-locomotieven aan de NMBS als reeks 28.